# Luís Montenegro
Luís Montenegro, teljes nevén Luís Filipe Montenegro Cardoso de Morais Esteves, (Porto, 1973. február 16. –) portugál politikus, jogász, 2024-től az ország miniszterelnöke. 2022 májusától a Partido Social Democrata vezetője. A parlamentben 2022 májusától 2024 márciusáig az ellenzék vezetője volt.

## Életpályája
Luís Montenegro Portóban született, nős és két gyermeke van. Jogász, apjához és nagyapjához hasonlóan. Jogi diplomáját a Portugál Katolikus Magánegyetemen (Católica) szerezte, és ugyanezen az egyetemen adatvédelmi jogból posztgraduális diplomát is szerzett.
Montenegró két nagy portugál vállalat közgyűlésének elnöke, mind az árbevétel, mind a foglalkoztatottak száma tekintetében. Az egyik, a Rádio Popular SA a kereskedelmi ágazathoz tartozik. A másik az ipari és idegenforgalmi ágazatban tevékenykedik, a Ferpinta Group.
Montenegro tagja volt Espinho városa legfontosabb intézményeinek: a városi tanácsnak, amelynek elnöke volt, és a városi tanácsnak, ahol tanácsos volt. A 2002-es portugál parlamenti választásokon a portugál parlament tagja lett. További négy parlamenti választáson (2005, 2009, 2011 és 2015) is megválasztották, és 16 éven át volt parlamenti képviselő, 2011-től 2017-ig pedig a parlamenti frakció vezetője.
Montenegrót a PSD 2022. július 1-3. között a portói Rosa Mota-pavilonban megrendezett 40. kongresszusán eskették fel a Partido Social Democrata pártelnökévé.
2023. április 14-én Montenegro a CNN Portugalnak adott interjújában kizárta a jobboldali populista Chega párttal való koalíciót.
A 2024. márciusi parlamenti választásokon a PSD szűken a legerősebb párt lett Montenegró vezetésével. Marcelo Rebelo de Sousa elnök ezután 2024. március 21-én utasította Montenegrót, hogy alakítson kisebbségi kormányt. 2024. március 28-án jelentették be a kabinetet, és 2024. április 2-án tették le az esküt.

## Fordítás
- Ez a szócikk részben vagy egészben  a   Luís Montenegro című német Wikipédia-szócikk fordításán alapul.  Az eredeti cikk szerkesztőit annak laptörténete sorolja fel. Ez a jelzés csupán a megfogalmazás eredetét és a szerzői jogokat jelzi, nem szolgál a cikkben szereplő információk forrásmegjelöléseként.